# Tomàs Cavalleria
Tomàs Cavalleria (?- 1765 a Girona) fou un antic escolà de Ripoll.

## Biografia
Va formar-se a la catedral de Girona amb Tomàs Milans, entre el 1715 i 1720. El 26 de febrer de 1726 es van celebrar les oposicions per a la plaça de primer violí de la capella de Santa Maria de Mataró, Cavalleria es va presentar juntament amb el clergue vigatà Joan Serrat, que fou qui les guanyà.
Cavalleria va actuar com a procurador de Tomàs Milans l'any 1728 i regí el magisteri de cant de Sant Feliu de Girona, sent mestre d'aquesta col·legiata des de l'any 1739 fins que traspassà l'any 1765.

## Obra
Del seu repertori compositiu solament es conserva una obra al Fons musical de la catedral de Girona (GiC).
| Títol                                                                       | Tonalitat | Data                 | Arxiu                                                             | Estat   |
| --------------------------------------------------------------------------- | --------- | -------------------- | ----------------------------------------------------------------- | ------- |
| De Cavalleria / Lectio 2ª in Parasceve / con Archilautes y Violones / Lamed | Do M      | Primer terç s. XVIII | Arxiu Diocesà de Girona. Arxiu Capitular de la Catedral de Girona | Complet |